# Globulostylis talbotii
Espèce
Synonymes
- Cuviera talbotii (Wernham) Verdc. (Wernham) Verdc. (préféré par UICN)[2]
- Globulostylis talbotii Wernham[3] [2]

Statut de conservation UICN

 VU B2ab(iii) : Vulnérable
Globulostylis talbotii Wernham est une espèce de plantes tropicales de la famille des Rubiaceae et du genre Globulostylis, endémique d'Afrique centrale.

## Étymologie
Son épithète spécifique talbotii rend hommage à l'explorateur et botaniste britannique Percy Amaury Talbot qui découvrit le spécimen-type sur les monts Oban au Nigeria le 4 avril 1912.

## Description
C'est un arbrisseau ou arbuste qui peut atteindre 5 m de hauteur.

## Distribution
Relativement rare, l'espèce est surtout présente au Cameroun dans la Région du Sud-Ouest (parc national de Korup et mont Koupé), également au sud-est du Nigeria.